# 201. Sicherungs-Division
La 201. Sicherungs-Division fu una divisione dell'esercito tedesco attiva durante la seconda guerra mondiale che venne creata nel giugno 1942 e fu schierata sul fronte orientale dove fu distrutta nel febbraio 1945.

## Storia

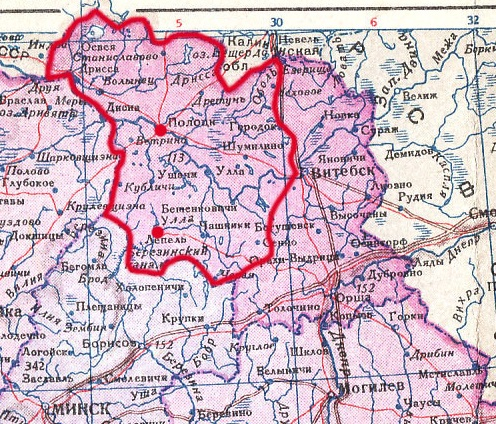
Zona di competenza della 201. Sicherungs-Division

La divisione fu istituita il 1 giugno 1942 ribattezzando la Sicherungs-Brigade 201. Fu schierata nell'area di Polotsk e rimase nella zona con compiti di sicurezza fino al gennaio 1944, quando fu schierata nell'area tra Nevel, Sokolniki e Velikiye Luki, dove fu impegnata nella guerra di trincea. La divisione combatté nella zona di Vitebsk fino al marzo 1943 e nella zona tra Polotsk e Nevel da metà marzo 1944. Fu impiegata tra l'aprile ed il maggio 1944, in diverse operazioni antipartigiane che furono caratterizzate dalla distruzione di villaggi, sequestro di bestiame, deportazione della popolazione abile al lavoro per lavori forzati in Germania e all'omicidio di coloro in età non lavorativa. Nel luglio 1944, durante l'Operazione Bagration contro l'Heersgruppe Mitte, la divisione fu circondata vicino a Minsk e quasi completamente distrutta, con solo lo stato maggiore e le truppe di rifornimento che si ritirarono nella zona di Insterburg nella Prussia orientale, dove svolsero diversi compiti di sicurezza nell'area circostante. I resti della divisione furono fatti prigionieri dalle truppe dell'armata rossa nella sacca di Curlandia.

## Ordine di battaglia
- Grenadier-Regiment 406
- Sicherungs-Regiment 601
- III. / Artillerie-Regiment 213
- Ostreiterschwadron 201
- Nachrichtenkompanie 201
- Nachschubeinheiten 466[1]

201. Sicherungs-Division novembre 1943
- Sicherungs-Regiment 601
- III. / Artillerie-Regiment 213
- Nachrichten-Kompanie 201
- Ostreiterschwadron 201
- Sicherungs-Regiments-Stab z.b.V. 64
- Sicherungs-Bataillon 579
- Sicherungs-Bataillon 989
- Sicherungs-Bataillon 795 (ohne 2 Kompanien)
- Sicherungs-Bataillon 797
- Feldgendarmerie-Kompanien 7 und 27
- Sicherungs-Regiments-Stab 609
- Landesschützen-Bataillon 860
- Landesschützen-Bataillon 231
- Landesschützen-Bataillon 330
- Landesschützen-Bataillon 750
- Panzerzug 61
- Panzerzug 67
- Streckenschutzzug "Blücher"
- Streckenschutzzug "Werner"
- Streckenschutzzug 83[1]

## Decorazioni
Il comandante della divisione Alfred Jacobi fu premiato con la Croce Tedesca in oro per le sue azioni in guerra.

## Comandanti
- Generalleutnant Alfred Jacobi (luglio 1942 - 13 ottobre 1944)
- Generalmajor Martin Berg (13 ottobre 1944 - 20 ottobre 1944)
- Generalmajor Anton Eberth (20 ottobre 1944 - febbraio 1945)[1]